# Heinkel He 162
Heinkel He 162 Spatz byl německý proudový stíhací letoun, který sloužil v řadách Luftwaffe v posledních měsících druhé světové války. Letoun byl znám i pod označením Volksjäger (lidový stíhač) nebo také chybně Salamander (Mlok).

## Vývoj

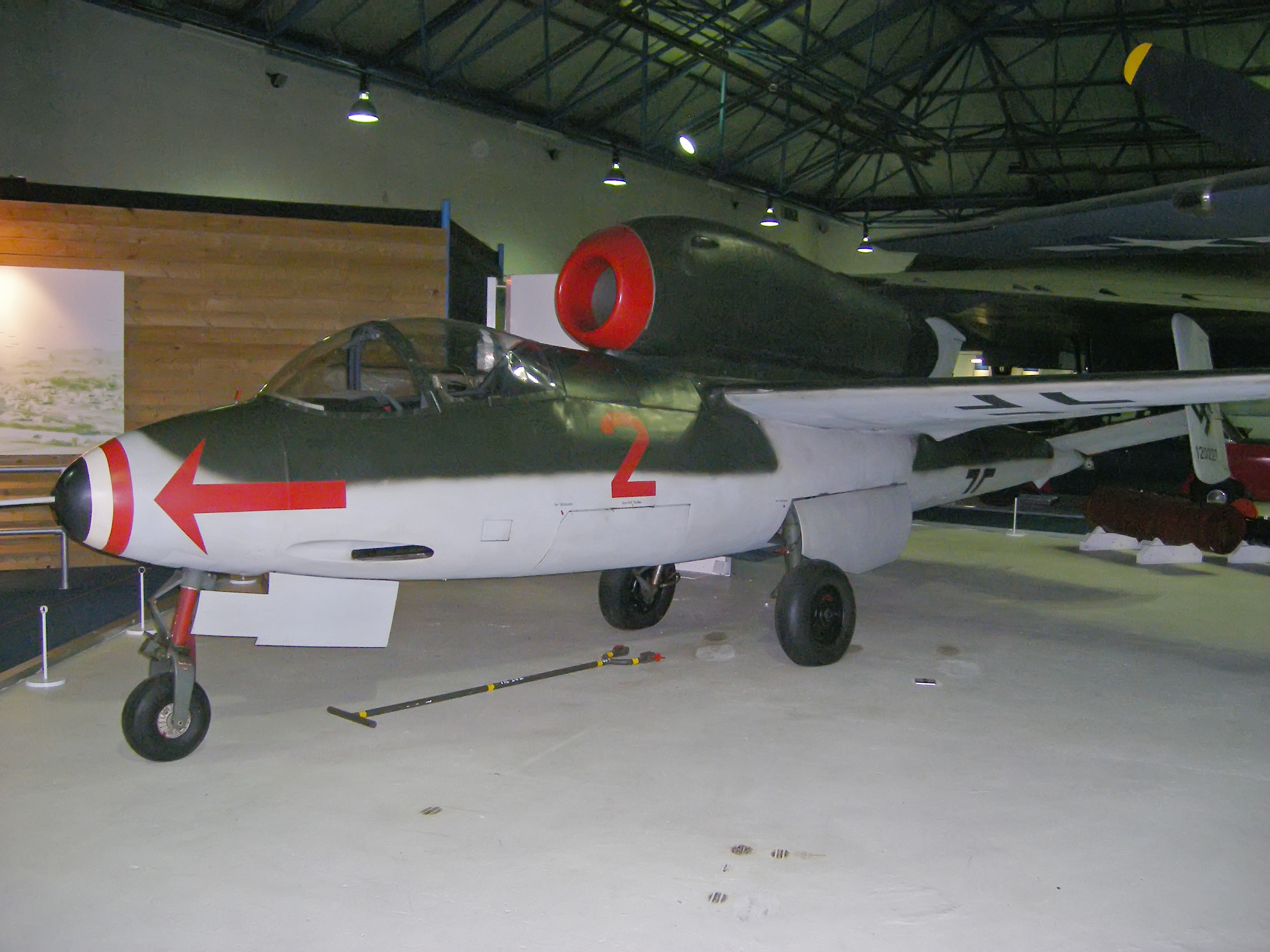
Heinkel He 162 A-2 (výr. č. 120 227) v muzeu RAF v Hendonu

Vzhledem ke kritické situaci Třetí říše v roce 1944, kdy se začal projevovat nedostatek strategických materiálů pro výrobu letadel (kovových slitin), pro jejich provoz (leteckého benzínu) i nedostatek vycvičených pilotů, bylo rozhodnuto o vývoji a výrobě jednoduchého proudového stíhacího letounu, kterému tyto nedostatky nebudou vadit. Měl být vyráběn ze dřeva nekvalifikovanou pracovní silou, proudový motor by nespaloval nedostatkový benzín, ale kerosen a pilotovat ho měli mladí piloti jen se základním výcvikem. Hermann Göring, velitel Luftwaffe, zašel dokonce ještě dál, když požadoval, aby byla tato stíhačka pilotovaná dětmi z Hitlerjugend. Těmto dětem by byl poskytnut základní výcvik na kluzácích podobných Volksjägeru a následně by hned zasedly do samotné stíhačky, aby se zúčastnily bojových operací.
8. září 1944 byly vydány podrobné požadavky na nový letoun. Měl dosahovat rychlosti nejméně 750 km/h, délka vzletu neměla přesáhnout 500 m, vytrvalost ve vzduchu měla dosáhnout alespoň 30 minut, hmotnost zůstat pod 2 000 kg a vyzbrojen měl být jedním nebo dvěma kanóny ráže 30 mm případně kanóny ráže 20 mm. Komise RLM hodnotila 19. září 1944 celkem pět návrhů, z nichž do užšího hodnocení postoupily návrhy firem Blohm und Voss (P. 211) a Heinkel (P. 1073). Původní projekt B & V byl velmi pokrokový, a jasně ukazoval, jakým směrem se bude ubírat vývoj nové generace proudových stíhaček jako MiG 15 nebo F-86 Sabre. Ale jelikož se měl do výroby dostat co nejdříve, byla vytvořena zjednodušená verze s rovným křídlem – "P. 211. 02." Šípové křídlo mělo být zavedeno až později. Heinkel však lobboval důrazněji než B & V a proto soutěž vyhrál na konci září. Dne 23. září rozhodl Hermann Göring osobně o vítězství Heinkelova návrhu. Nový typ byl nejprve označován jako He 500, ale od listopadu 1944 dostal nové označení He 162 a jméno „Spatz“ (Vrabec). Firma získala objednávku na 1 000 ks Volksjägeru, které měly být doručeny do dubna 1945 s měsíční produkcí 2 000 ks počínaje od května 1945.
Generál Adolf Galland, jako velitel stíhačů Luftwaffe, byl tvrdě proti Volksjageru, protože cítil, že by to odklonilo zdroje nezbytné k výrobě již existujících stíhaček, hlavně Me 262, jehož výroba se právě rozbíhala. V jeho námitkách ho podporovali i Willy Messerschmitt a Kurt Tank – šéfkonstruktér Focke-Wulfu. Jelikož byl Volksjäger podporován samotným Göringem a ministrem zbrojení Albertem Speerem, námitky byly zamítnuty.

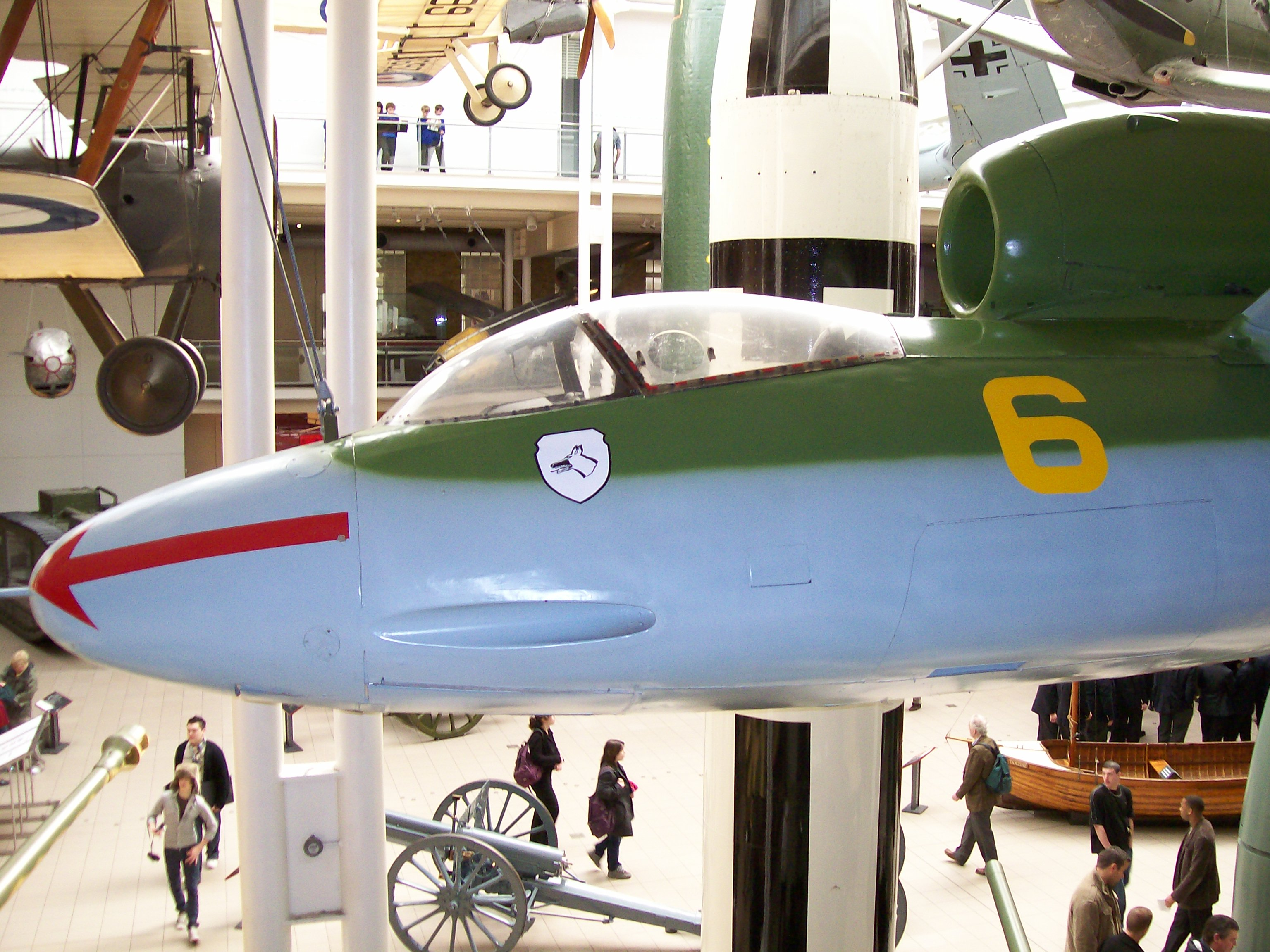
Heinkel He-162A-1 v Londýnském Imperial War Museum

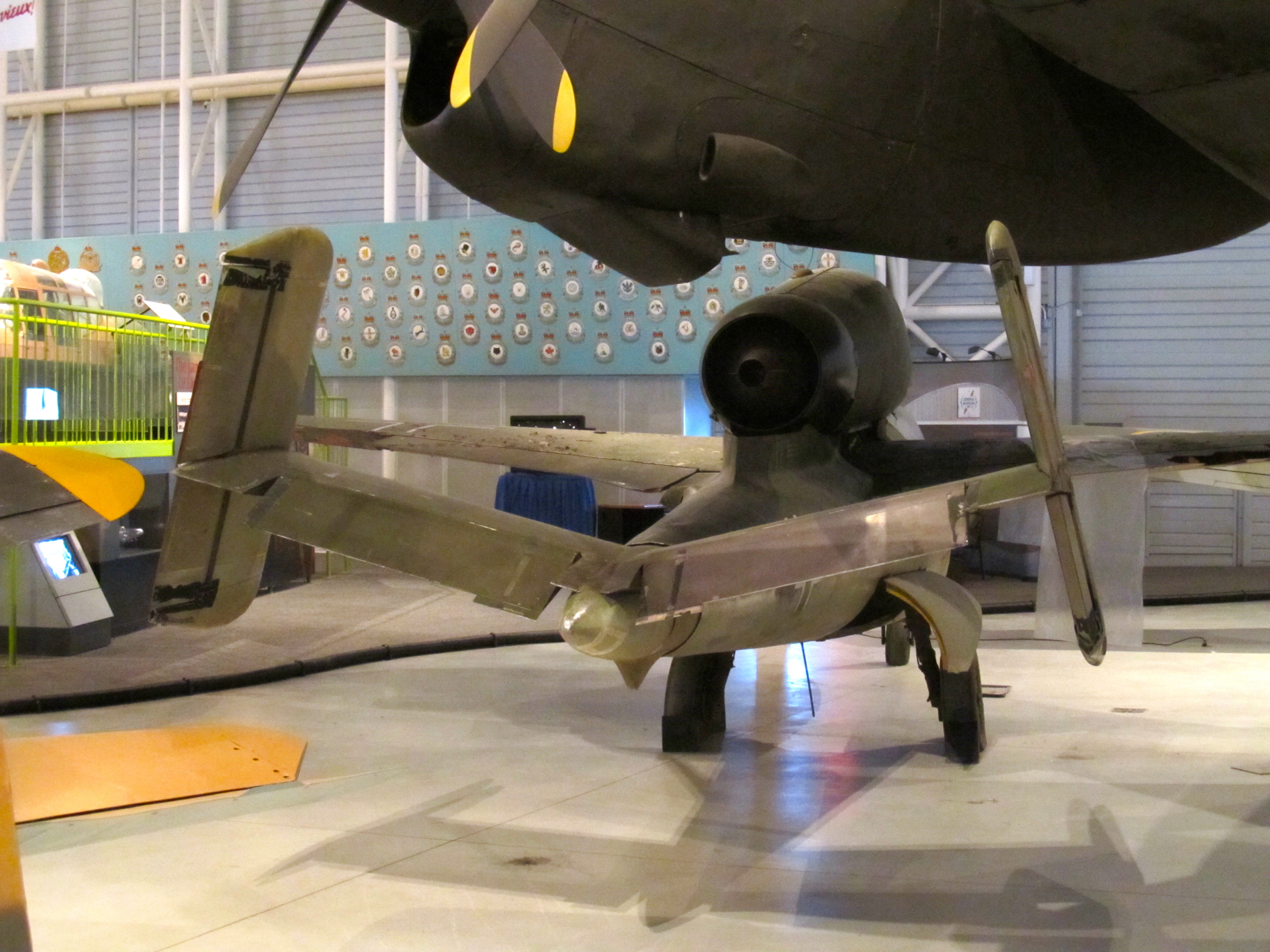
Ocasní plochy stroje He 162

Program dostal jméno "Salamander", i když Heinkel dal stíhačce jméno "vrabec". Heinkelův designérský tým byl veden Siegfriedem Güntherem a Karlem Schwaerzlerem. Volksjäger bylo malé, úhledné, sportovně vypadající letadlo s elegantním aerodynamickým trupem. Motor BMW 003 byl nesen v gondole nad trupem, letoun měl dvojitou svislou ocasní plochu, hornoplošné uspořádání a tříkolový do trupu zatahovaný podvozek. Ovládání mělo hydraulický posilovač. Motor byl startován pomocí malého pístového motoru a ten zase vlastním elektrickým startérem, nebo v nouzi lankovým mechanismem. Řešení hornoplošného letadla s proudovým motorem přímo za kokpitem bylo evidentně riskantní, proto bylo letadlo vybaveno jednoduchým vystřelovacím sedadlem odpáleným výbušnou náloží. Stroj měl být převážně z kovu, kromě křídla a směrových kormidel, které měly být ze dřeva.
Výroba se okamžitě rozběhla v továrně Heinkelu ve Vídni s první sérií 31 strojů. Mezitím bylo vyvinuto obrovské úsilí vytvořit síť dodavatelů a subdodavatelů a také subvýrobců v celé Říši. Konečná montáž probíhala v Heinkelově továrně v Marienehe, v továrně Junkers v Bernbergu a v továrně SS ve smutně proslulém podzemním koncentračním táboře Nordhausen v pohoří Harz, známým jako Mittelwerk (centrální pracoviště). V podstatě, He 162 byl zařazen do sériové výroby ještě předtím, než vzlétl první prototyp; na nic jiného prostě nebyl čas.
První prototyp He 162 V1 (Werk-Nr.200001) opustil továrnu na začátku prosince 1944 a poprvé vzlétl 6. prosince 1944 z letiště Schwechat u Vídně s testovacím pilotem Hpt. Peterem Gottholdem. Let trval 20 minut, dokud se jedno z dřevěných dvířek podvozku nevysunulo kvůli použití nevhodného lepidla. Gotthold s letadlem okamžitě přistál. Kromě této nehody však let probíhal v pořádku a s malou proudovou stíhačkou dosáhl rychlosti 840 km/h ve výšce 6 000 metrů i když byla zaznamenána podélná nestabilita a natáčení. Následující let se uskutečnil 8. prosince, kdy za řízení prototypu usedl Heinkelův technický asistent Heinz Meschkat. 10. prosince Gotthold s prototypem odletěl, opět ze Schwechatu, k předváděcímu letu pro představitele nacistické strany. Předváděl rychlý let v nízké výšce, když se utrhla náběžná část pravé poloviny křídla až k hlavnímu nosníku, poté i křidélko, vinou nedodržení technologie výroby (nebylo použito doporučené lepidlo). Prototyp narazil do země a Gotthold při nárazu zemřel.
Po kontrole druhého prototypu zkoušky pokračovaly. 22. prosince 1944 se s ním vzlétl ředitel testovacího centra v Rechlinu, Carl Francke. Rozbor nehody, která postihla předešlý prototyp, ukázal, že křídlo musí být posíleno, ale druhý stroj měl stále ještě křídlo původní, a proto Francke nepřekročil rychlost 500 km/h, ale přesto předvedl agresivní manévry.
Druhý prototyp He 162 A-1 (V2) zalétal 22. prosince 1944 technický ředitel společnosti Heinkel Carl Francke s výzbrojí dvěma 30mm kanóny MK 108. Zpětný ráz z těchto kanónů však byl pro tak malý letoun příliš velký, a proto vznikla varianta He 162 A-2 se dvěma 20 mm kanóny MG 151/20. Další verzí byl He 162 A-3 se zesíleným nosem, který by umožňoval nést kanón MK 108. Třetí a čtvrtý prototyp se spolu vznesly 16. ledna 1945. Měly nové, silnější křídlo a množství jiných změn, z nichž nejviditelnější bylo rozšíření negativního vzepětí křídla. Cílem bylo odstranit podélnou nestabilitu He 162. Pátý prototyp sloužil k pozemním pevnostním zkouškám, šestý prototyp byl zalétán 23. ledna 1945. Sedmý prototyp byl vybaven brzdicím padákem.
Různé změny vedly k nárůstu hmotnosti o téměř 800 kg, což bylo více, než povoloval limit zadaný RLM, a tak plně naložený stroj vážil 2,8 tuny. Ale výkony byly skvělé, mnohem lepší než RLM požadovalo. He 162 mohl dosáhnout 890 km/h v malé výšce a 905 km/h ve výšce 5 950 m (v režimu nouzového tahu). Proto RLM proti nárůstu hmotnosti nic nenamítalo.

## Výroba

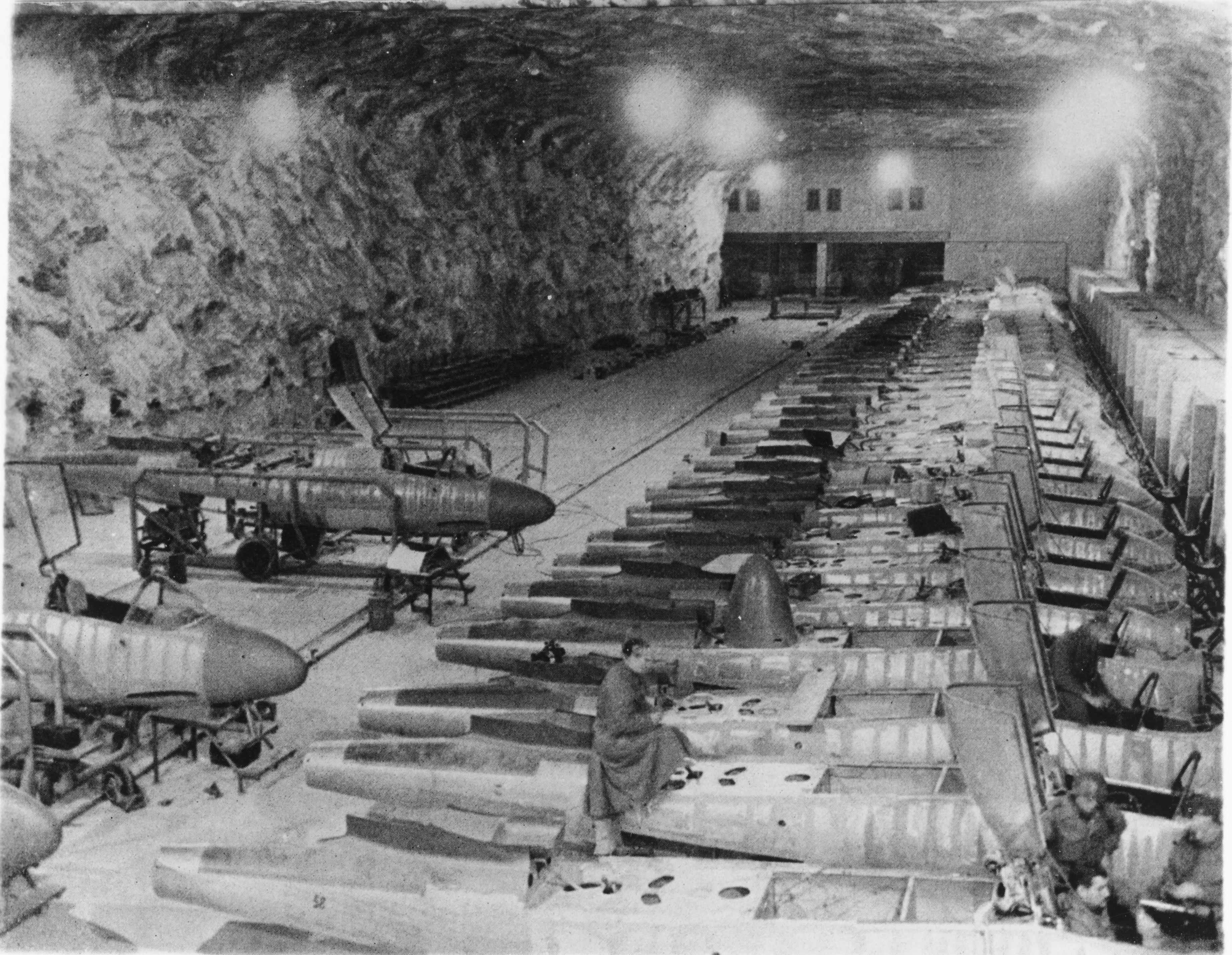
Podzemní výroba v jeskyni Seegrotte u Vídně, leden 1945

Kvůli spojeneckým náletům byla výroba nového letounu roztroušena na mnoho míst v Německu i v okupovaných zemích a byly do ní zapojeny desítky dílen pod kódovým označením Salamander. Nezkušenost těchto dílen s leteckou výrobou se ale nepříznivě projevila v kvalitě zpracování vyrobených letounů. Hlavní výroba probíhala v dolnorakouském dolu Seegrotte.
Sériová výroba se rozběhla v lednu 1945 a hlavní výrobní variantou byl He 162 A-2 s motory BMW 003E-1 a dvěma kanóny Mauser MG 151/20 ráže 20 mm. Vyrobena byla i malá série verze A-1 s kanóny MK 108 ráže 30 mm, která se ale jinak od A-2 nijak nelišila.

## Nasazení

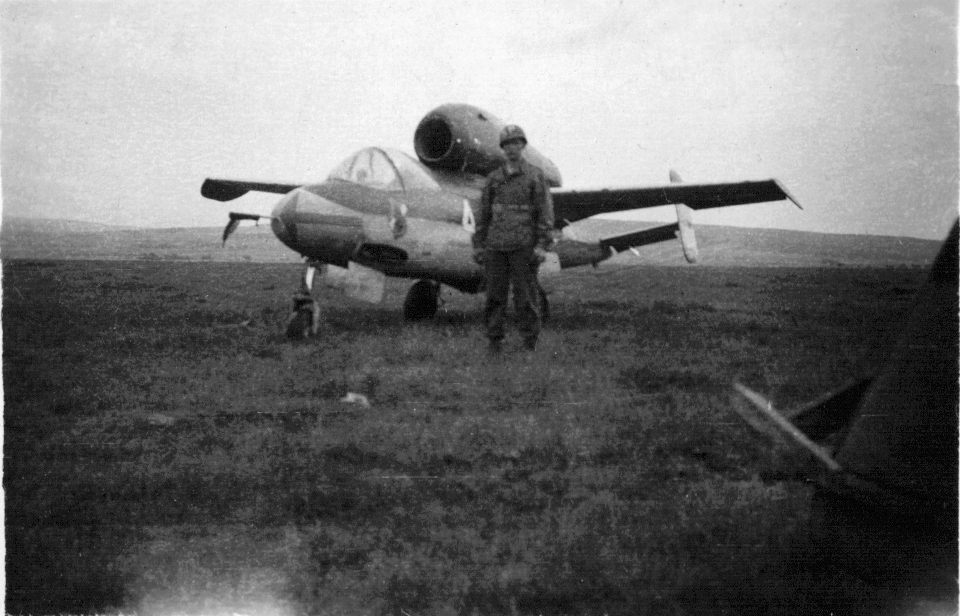
Americký voják s ukořistěným Heinkelem 162

První jednotka Luftwaffe, která obdržela He 162 byla testovací jednotka nazvaná "Erprobungskommando 162" na testovacím středisku Luftwaffe na letišti Rechlin pod velením Heinze Baera, respektovaného pilota, který dosáhl 200 sestřelů. Do února 1945 bylo Luftwaffe dodáno 46 He 162, umožňujíc Baerově jednotce seznámit se se strojem. V tomto měsíci byly He 162 doručeny první operační jednotce Jagdgeschwader 1 (I/JG-1), která dříve létala na Focke-Wulf Fw 190. I/JG-1 byla zatlačena do Parchimu nedaleko od továrny Heinkelu v Marienhe, kde si piloti Luftwaffe mohli přebrat své nové proudové stíhačky. V březnu začal intenzivní výcvik, ale v té době už byla Třetí říše na pokraji zhroucení s téměř nulovými dodávkami paliva kvůli nepřetržitým spojeneckým vzdušným útokům.
7. dubna 1945 USAAF bombardovalo letiště Parchim se 134 B-17 Flying Fortress. O dva dny později opustila I/JG-1 své zdemolované zařízení a přesunula se na nedaleké letiště v Ludwigslustu. Ani ne týden po tom, co se přesunuli byli nuceni přesun zopakovat na letiště v Lecku u dánských hranic. Mezitím se II.Gruppe JG-1 přesunula na Heinkelovo letiště v Marienhe, aby vyměnila své Fw 190 za He 162. He 162 se konečně dočkal nasazení v polovině dubna. 19. dubna byl Němci zajat pilot RAF a informoval je, že byl sestřelen proudovým letadlem, jehož popis evidentně seděl na He 162. Ale pilot He 162 byl také sestřelen stíhačkou RAF Hawker Tempest, když se vracel na svou základnu.
Dne 20. dubna se Leutnant Rudolf Schmitt poprvé úspěšně katapultoval z He 162, přesto ale záznam o příčině katapultace není zaznamenán. Jedna z možností je, že mu prostě došlo palivo; He 162 měl výdrž jen půl hodiny, což bylo naprosto nedostatečné a nejméně dva piloti JG-1 se zabili během přistávání natvrdo, když své palivo vyčerpali.
Dne 30. dubna 1945 spáchal Hitler sebevraždu. O něco později, 4. května, se všechny zbývající He 162 zformovaly do speciální skupiny "Einsatzgruppen", ale tento krok nedosáhl téměř žádných výsledků. 5. května Němci souhlasili s příměřím a akce He 162 byly pozastaveny. Od poloviny dubna dosáhla JG-1 několika vítězství, ale ztratila 13 He 162 a 10 pilotů. Většina ztrát byla způsobena leteckými nehodami, problémy jako hoření turbíny a příležitostné poruchy struktury. Problémy letadla by mohly být vyřešeny kdyby se neunáhlila sériová výroba, chyba konstrukce to nebyla. Jeden ze zkušených pilotů Luftwaffe, který s ním letěl řekl, že je to prvotřídní stíhací letoun.
He 162 Erprobungskommanda 162 se dostalo pod velení Adolfa Galland a pár týdnů předtím, byly zničeny svými piloty, aby se nedostaly do rukou Spojenců. Nicméně JG-1 kooperativně předala své He 162 spojencům a exempláře této stíhačky pak létaly v USA, Británii, Francii a SSSR. Jeden z britských pilotů, který hodnotil He 162, ho také chválil i přesto, že druhý britský pilot se zabil v listopadu 1945 během letecké show ve Farnborough, když se odlomila jedna ze směrovek a letadlo se zřítilo.
Design He 162 měl zřetelné nedostatky jako například: krátký dolet, nevhodné umístění motoru, které bránilo pilotovi výhledu za sebe a nechávalo ho téměř bez jakékoliv viditelnosti do této pozice. Některé zdroje uvádějí, že motor montovaný na vrchu trupu způsoboval podélnou nestabilitu, což znemožňuje prudké manévry.
Navzdory všemu byl He 162 v něčem přece výjimečný – byl navržen a zalétán za 3 měsíce, a po pěti měsících bylo postaveno už několik stovek kusů za nesmírně těžkých podmínek. Je štěstím pro spojence, že He 162 přišel příliš pozdě, aby stihl něco víc než jen záznam do historie vzdušných bojů nad Evropou, ale stále nezodpovězenou otázkou zůstává, co by tato stíhačka dokázala za příznivějších okolností.
Několik Volksjagerů stále existuje jako statické ukázky v muzeích po světě. Ale žádný z nich není schopen letu. Berouce v úvahu nedostatky tvrzeného hliníku je velmi nepravděpodobné, že některý z nich ještě poletí, protože motory musí být někdy již po 10 hodinách provozu sešrotovány. Jednou z možností zůstává replika s moderním pohonem.

## Verze

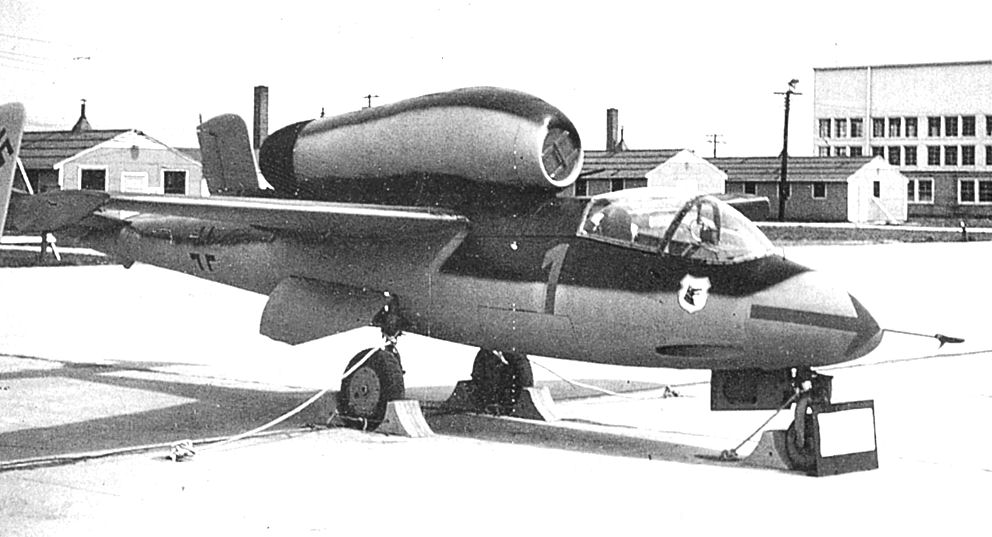
He 162 na Freeman Field, Indiana, 1945

Heinkel zkonstruoval i dva prototypy osazené většími motory Jumo-004D-4, které měly být uvedeny ve verzi He 162 A-8 s větší výdrží a lepšími výkony. Heinkel také postavil dva prototypy He 162S – dvousedadlový cvičný kluzák v souvislosti se šílenou vizí poskytnout na něm základy pilotáže He 162 pro piloty z řad Hitlerjugend. Žádný z He 162A-3 s posílenou přední částí trupu a dvojitými 30mm kanóny MK 108 nebyl postaven.
Několik pokročilých verzí se mělo dostat do výroby v roce 1946; He 162B-1 se silnějším motorem Heinkel-Hirth 011A, poskytující tah 12,75 kN s rozšířeným trupem, který pojal více paliva. He 162B-1 měl mít také prodloužené rozpětí a upravené křídlo zahrnovalo odhadzovatelné konce. Ve skutečnosti bylo sestrojeno jen 9 motorů Heinkel-Hirth 011A a žádný z He 162B-1 s jejich pohonem nebyl nikdy zkonstruován.
Trup He 162B byl také uzpůsoben pro možné použití pulzačních motorů, jeden z konceptů používal jeden motor Argus As-044 o tahu 4,9 kN a další s použitím dvojitého motoru Argus As-014 o tahu 3,26 kN. Ale tyto motory neposkytovaly dostatečný tah pro vzlet, takže se zkoušely různé možnosti pro start od vlečných letadel až po katapulty, a také s nejlogičtějším řešením – pohonem s pomocnými raketami pod trupem.
Avšak ani Luftwaffe ani inženýři Heinkelu nebyly nadšeni He 162 s pulzačním pohonem. Tyto motory měly nízké výkony ve výškách, špatné provozní vlastnosti, a velké vibrace. Messerschmitt již dříve experimentoval se stíhačkou Me 328 se dvěma pulzačními motory a jejich vibrace nakonec vedly k destrukci stroje.
Další uvažované varianty zahrnovaly He 162C s trupem He 162B, motory Heinkel-Hirth 011A, šípovitým křídlem a motýlkovitými ocasními plochami; a He 162D s podobnou konstrukcí, jen opačnou šípovitosti křídel. Měly být ozbrojené kanóny MK 108, které měly být schopny střílet kolmo nahoru při podletu bombardéru.
He 162C a He 162D se nedostaly dál, než je polotovar prototypu, který mohl být osazen šípovitými nebo křídly s obráceným šípem, které našli Spojenci když okupovali továrnu ve Schwechatu. Ve skutečnosti jedinou pokročilou variantou byl He 162E osazený smíšenou pohonnou jednotkou BMW 003A se zabudovaným raketovým motorem BMW 718 na tekuté palivo pro zvýšení výkonu. Nejméně jeden prototyp byl postaven a krátkou dobu zalétáván.

## Uživatelé
Německo
- Luftwaffe

## Specifikace (He 162 A-2)

He 162

### Technické údaje
- Posádka: 1
- Délka trupu: 9,27 m
- Délka s Pitotovou trubicí: 9,87 m
- Rozpětí: 7,24 m
- Výška: 2,60 m
- Nosná plocha: 11,60 m²
- Hmotnost prázdného letounu: 1663 kg
- Vzletová hmotnost: 2466 kg
- Pohonná jednotka: 1× proudový turbokompresorový motor BMW 003E-1/2
- Tah motoru (průměrný): 7,84 kN (800 kp)

### Výkony
- Maximální rychlost:
  - s časovým limitem 30 s: 890 km/h (u země), 905 km/h (ve výšce 6000 m)
  - v normálním motorovém režimu: 790 km/h (u země), 838 km/h (ve výšce 6000 m)
- Vytrvalost: 30 min (u země, při max. výkonu), 83 min (ve výšce 11 000 m)
- Dostup: 12 000 m
- Dolet: 390 km (u země), 975 km (ve výšce 11 000 m)
- Stoupavost: 19,2 m/s (u země), 9,9 m/s (ve výšce 6000 m)

### Výzbroj
- 2× kanón MG 151/20 ráže 20 mm, každý se 120 náboji (He 162 A-2)
- 2× kanón MK 108 ráže 30 mm, každý s 50 náboji (He 162 A-1)